# آگی میساروش
آگی میساروش (مجاری: Ági Mészáros؛ ۲۴ مهٔ ۱۹۱۴ – ۸ مارس ۱۹۸۹) بازیگر اهل مجارستان بود.
وی همچنین برندهٔ جوایزی همچون جایزه کشوت شده‌است.